# AIM联盟
AIM联盟（AIM alliance），是由蘋果電腦（Apple Computer）、IBM和摩托羅拉（Motorola）的技术联盟。

## 历史
於1991年所组成，目的在于把精簡指令集（RISC）架構的处理器用于个人电脑系统，由摩托羅拉和IBM联手对POWER架构进行重新设计，用于取代原先Macintosh系统中逐渐衰落的 680X0 CISC处理器。